# Ján Lukačka
Ján Lukačka (Kerencs, 1952. november 20. –) szlovák történészprofesszor.

## Élete
1976-ban végzett a pozsonyi Comenius Egyetemen. 1977-től a Szlovák Tudományos Akadémia Történeti Intézetének munkatársa. 1980-ban kisdoktori, 1984-ben kandidátusi fokozatot szerzett. 1989-1990-ben a Történeti Intézet tudományos titkára, 1989-1995 között és 1998-tól a középkori osztály vezetője. 1994-től a Comenius Egyetemen oktat. 2003-tól docens.
Tanulmányutakat tett 1990-1991-ben Bécsben, 1992-1993-ban Vatikánban, és gyakorta Magyarországon. A Historický časopis és a Slovenská archivistika szerkesztőbizottsági tagja.
A Bonni Egyetem Komission für genetische siedlungsforschung tagja, illetve 1990-2001 között a Szlovák Történelmi Társaság (Slovenská historická spoločnosť pri SAV) titkára volt.
Középkori kutatásainál következetesen szlovák szemszögű, de nem objektív terminológiát alkalmaz.

## Művei
- 1982 Západné Tríbečské podhorie do roku 1526. Historické štúdie XXVI, 131-161.
- 1983 Osemstoročné Bošany - 1183-1983. Partizánske. (tsz. Ľ. Burianek)
- 1993 Klátova Nová Ves 1293-1993. (szerkesztő)
- 1993 Chynorany 1243-1993. Chynorany (tsz. Rudolf Lukačka - Miroslav Kováčik)
- 1993 Krádež na Oponickom hrade. HR 4/ 2, 31.
- 1994 Jacovce 1224-1994.
- 1994 Kontinuität der Besiedlung auf dem Gebiet des Komitats Nitra 9.-13. Jahrhundert. Studia historica slovaca - Beiträge zur ältesten Besiedlung der Slowakei 18, 129-178.
- 1998 Kronika Slovenska I. (társszerző)
- 2000 Starobylá dedina Šimoniovcov. In: Vladár, J. - Wiedermann, E. (Ed.): Partizánske - Staré a nové epochy. Partizánske, 53-64.
- 2000 A Concise history of Slovakia (társszerző)
- 2002 Formovanie vyššej šľachty na západnom Slovensku. Bratislava
- 2003 Rod Forgáčovcov do polovice 15. storočia. Historický zborník 13/1-2, 66-79.
- 2003 Matúš Čák Trenčiansky a jeho familiarita. Historický časopis 51/4
- 2004 Die Beziehung zwischen der Burg und der Besiedlung im Gebiet des mittleren und nördlichen Nitratals bis zum Ende des 14. Jahrhunderts. In: Castrum Bene 7. Nitra, 141-158. (tsz. Martin Bóna)
- 2006/2008 Komjatice 1256-2006. Martin (társszerző)
- 2014 Holíč v stredoveku. In: Irša, R. (zost.): Holíč - príbeh nášho mesta. Holíč, 55-72.
- Pramene k dejinám Slovenska II, IV, V, VI (társszerző)

## Elismerései
- Pavol Križka emlékmedál
- Valentín Beniak-díj
- Bél Mátyás-díj